# 見習黑玫瑰
《見習黑玫瑰》是一部由甄子丹、黃真真執導的電影，2004年上映。

## 劇情簡介
被外星人父母遺留地球的沙織（蔡卓妍飾）和天才少女老嬌（鍾欣潼飾）分別看中了招租古老大屋；屋內機關重重，原來是神秘女俠黑玫瑰(毛舜筠飾)為收徒而設。的士司機羅大(鄭伊健飾)前來營救，最後也被困屋內。沙織和魯嬌只好就範，學種玫瑰、練功夫，並發現了黑玫瑰一段悽美動人的過去，沙織更與羅大暗生情愫……就在黑玫瑰的變節徒弟紫藤女(禾子瑜飾)下手犯案之際，見習黑玫瑰出手阻撓，紫被迫撤退，從此種下了復仇之恨，眾人展開一場大激鬥……

## 角色
- 蔡卓妍－沙織
- 鍾欣潼－老嬌
- 毛舜筠－黑玫瑰
- 鄭伊健－羅大
- 禾子瑜－紫藤女：紫藤黨創辦人，絕技仇恨花粉
- 林淑敏－射擊女：紫藤黨首名射擊成員
- 甄子菁－小魔女: 紫藤黨成員雙馬尾短裙校服女生）
- 劉以達－臨床心理學博士佛洛依
- 盧海鵬－黑幫老大，會金鐘罩
- 羅　莽－黑幫老大，會鐵布衫
- 卓韻芝－母親的抉擇社工
- 許紹雄－被綁富豪